# Astaganaga
Astaganaga is het debuutalbum van de latin rock-band Massada. Het verscheen in april 1978 en werd opgenomen in de Telstar-studio in Weert. Het album, dat door de pers met Santana werd vergeleken, bracht de singles Dansa (Don't quit dancing) en Latin Dance voort. Sageru volgde pas in 1980 naar aanleiding van het album Massada Live. Samen met afsluiter Nena, een cover van de Amerikaanse latin rock-band Malo, vormen deze nummers nog altijd een vast onderdeel van het liverepertoire. 
In 2012 werd het album voor het eerst in z'n geheel gespeeld tijdens een concert in Paradiso.
In 2023 bracht zanger en enig vast bandlid Johnny Manuhutu het boek Astanagaga 50 Jaar Massada uit. 

## Tracklijst

### Kant A
1. Latin Dance (3:17)
2. Sibu Sibu (7:54)
3. Sageru (3:28)
4. Nanana Song (7:00)

### Kant B
1. Beautiful Berimbau / Sleep My Love (9:31)
2. Dansa (Don't Quit Dancing) (3:04)
3. Nena (8:35)